# Gaspar Jongelinus
Gaspar Jongelinus (* 1605 in Antwerpen; † 1669; auch Gaspar Jongelincx) war ein Theologe und Historiker, der besonders durch seine Arbeiten zur Geschichte des Zisterzienserordens hervorgetreten ist.
In Antwerpen trat er in den Orden ein, kam aber bald in die Abtei Altenberg bei Köln. Er war von 1640 bis 1642 Abt von Disibodenberg. Nach einer nur zweijährigen Regierungszeit überließ er dieses Amt Juan Caramuel y Lobkowitz und wurde Abt in Eußerthal, bis dieses Kloster im Jahr 1648 in den Besitz des (lutherischen) Kurfürsten der Pfalz gelangte. Kaiser Ferdinand III. stattet ihn mit Benefizien im ungarischen Raab aus und ernannte ihn (nach dem Erscheinen seines Catalogus Palatinorum) zum kaiserlichen Historiographen und „Historiographus Regni Hungariae“ mit einem Jahresgehalt.
Von 1650 bis 1659 war er für die Pfarre Eisenstadt und später auch das Raaber Kanonikat verantwortlich.
1659 zog er in seine Vaterstadt Antwerpen zurück, wo er 1669 starb. Sein größtes Werk sind die zehn-bändigen Notitiae abbatiarum Ordinis Cisterciensis per orbem universum (Köln 1640), worin er Ursprung und Entwicklung der einzelnen Zisterzienserklöster schildert. Ebenso publizierte er über den Ritterorden von Calatrava und verfasste ein Verzeichnis aller Zisterzienser (Purpura divi Bernardi…), die in den Rang eine Papstes oder Kardinals erhoben wurden.

## Werke (Auswahl)
- Notitiae Abbatiarum Ordinis Cistertiensis per Orbem Universum, Libros X. Complexa …, Coloniae Agrippinae : Henning, 1640.
- Purpura Divi Bernardi, Repraesentans Elogia et Insignia Gentilitia, tum Pontificum tum Cardinalium, nec non Archiepiscoporvm et Episcoporum qui Assumpti ex Ordine Cistertiensi in Sacra Romana Ecclesia floruerunt, Köln, 1644.
- Catalogus Palatinorum [et] Iudicium ejusdem Regni, 1659.